# Brandmuseet
Brandmuseet eller Nykøbing F Brandmuseum er et museum i Nykøbing Falster på Falster. Museet udstiller effekter med relation til brandvæsen og brandslukning.
Museet ligger i den samme bygning som Nykøbing Falster Frisørmuseum. og Nykøbing Falster Fotomuseum som åbnede i 2017.

## Historie
Museet opstod i 1987, da Nationalmuseet tilbød at deponere en gammel automobilsprøjte til Falsters Minder. Modellen hed Triangel, og den havde oprindeligt været brugt af Nykøbing F's kommunale Brandvæsen fra 1935 til 1969. Den var blevet overdraget til Nationalmuseet, da Falck havde overtaget brandslukningen i Nykøbing. En lokal klub kaldet Triangelklubben M1 Falck Nykøbing F opstod, da kommunen udlånte et lokale til opbevaring af køretøjet.
I 1989 fik klubben fat i en sprøjtebil fra 1954. Da bygningen, hvor trianglen blev opbevaret, skulle nedrives, fik klubben tilbudt nye lokaler under forudsætning af, at det blev oprettet et egentligt brandmuseum. Museet åbnede 1. maj 1994 og begyndte snart efter et samarbejde med Falck Museet og fik bl.a. en stigesprøjte der havde været i brug i Nykøbing og flere andre køretøjer.
I 2012 modtog museet en række udstillingsmoduler fra Nakskov Skibs- og Søfartsmuseum, efter de havde udvidet deres udstilling.

## Udstilling
Museet udstiller flere brandbiler, pumper og stigekøretøjer. Derudover findes uniformer og andre mindre genstande med forbindelse til brandvæsnet. Museets biler bruges desuden ofte til veteranbiltræf, festivaler og optog.